# Bezměrov
Bezměrov (německy Besmirau) je obec v okrese Kroměříž ve Zlínském kraji. Nachází se 5,5 kilometru od Kroměříže. Žije zde 535 obyvatel. 

## Historie
První písemná zmínka o vesnici pochází z roku 1078. Bezměrov můžeme počítat mezi nejstarší slovanské osady.

## Obyvatelstvo

### Struktura
Vývoj počtu obyvatel za celou obec i za její jednotlivé části uvádí tabulka níže, ve které se zobrazuje i příslušnost jednotlivých částí k obci či následné odtržení.
| Místní části   | Místní části  | 1869 | 1880 | 1890 | 1900 | 1910 | 1921 | 1930 | 1950 | 1961 | 1970 | 1980 | 1991 | 2001 | 2011 | 2021 |
| -------------- | ------------- | ---- | ---- | ---- | ---- | ---- | ---- | ---- | ---- | ---- | ---- | ---- | ---- | ---- | ---- | ---- |
| Počet obyvatel | část Bezměrov | 563  | 665  | 675  | 695  | 754  | 756  | 737  | 609  | 689  | 619  | 573  | 542  | 556  | 518  | 484  |
| Počet domů     | část Bezměrov | 97   | 107  | 111  | 123  | 130  | 133  | 145  | 161  | 174  | 180  | 176  | 199  | 202  | 207  | 211  |

## Obecní symboly
Znak a vlajka byly obci uděleny rozhodnutím předsedy Poslanecké sněmovny Parlamentu České republiky dne 9. října 2007.

## Doprava
Územím obce prochází dálnice D1 s exitem 253 (Kojetín) a silnice I/47 v úseku Vyškov - Kroměříž. Dále zde jsou silnice III. třídy:
- III/36724 spojující silnici I/47 s dálnicí D1 a pokračuje na Bojanovice a Zlobice
- III/36725 spojující silnici I/47 s obcí

## Pamětihodnosti
- Zvoníček

## Osobnosti
- Tomáš Mlčoch (1881–1940), politik, na počátku 20. století poslanec Říšské rady
- Alois Večerka (* 1931), československý fotbalový brankář

## Galerie

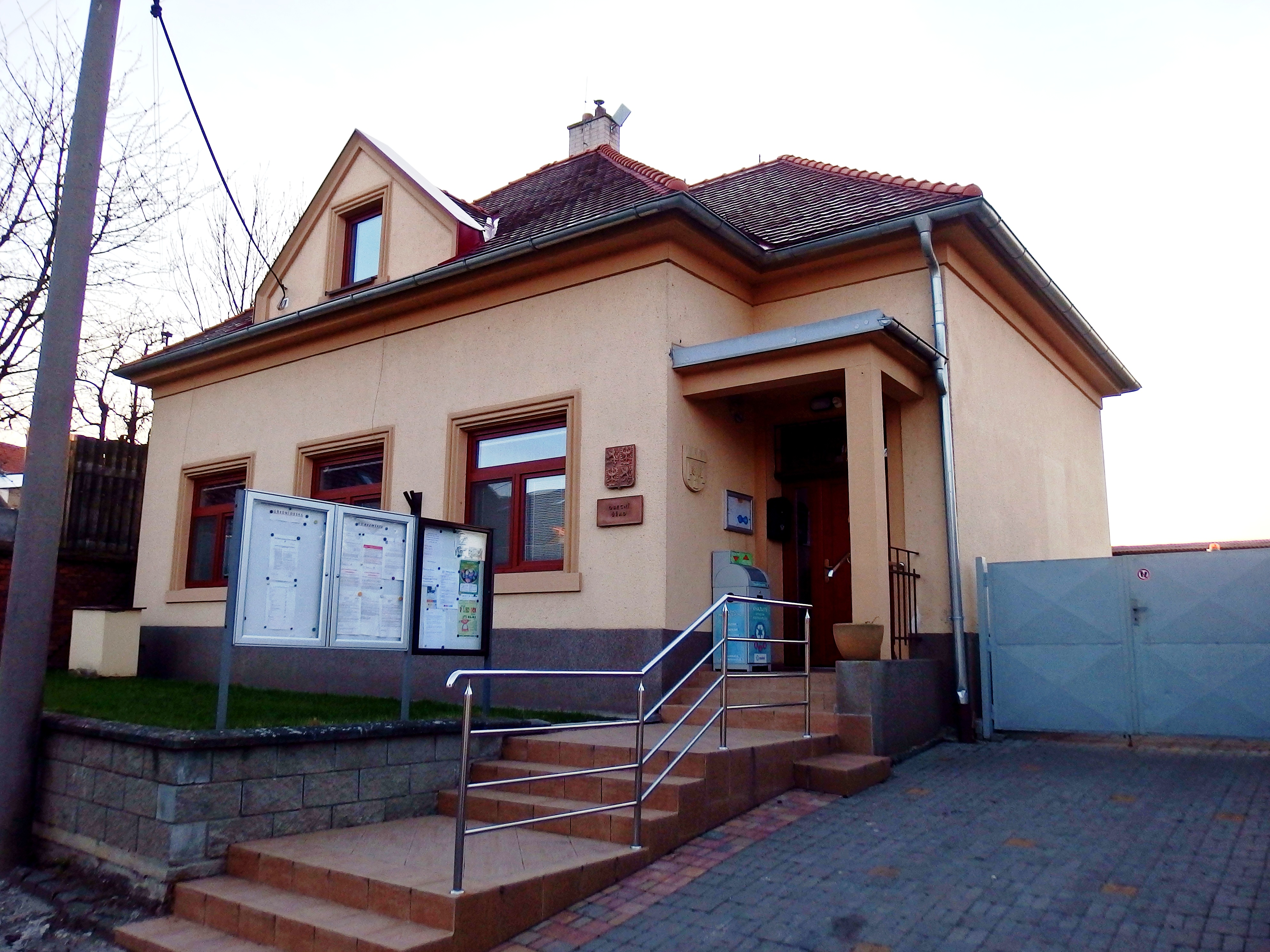
Obecní úřad
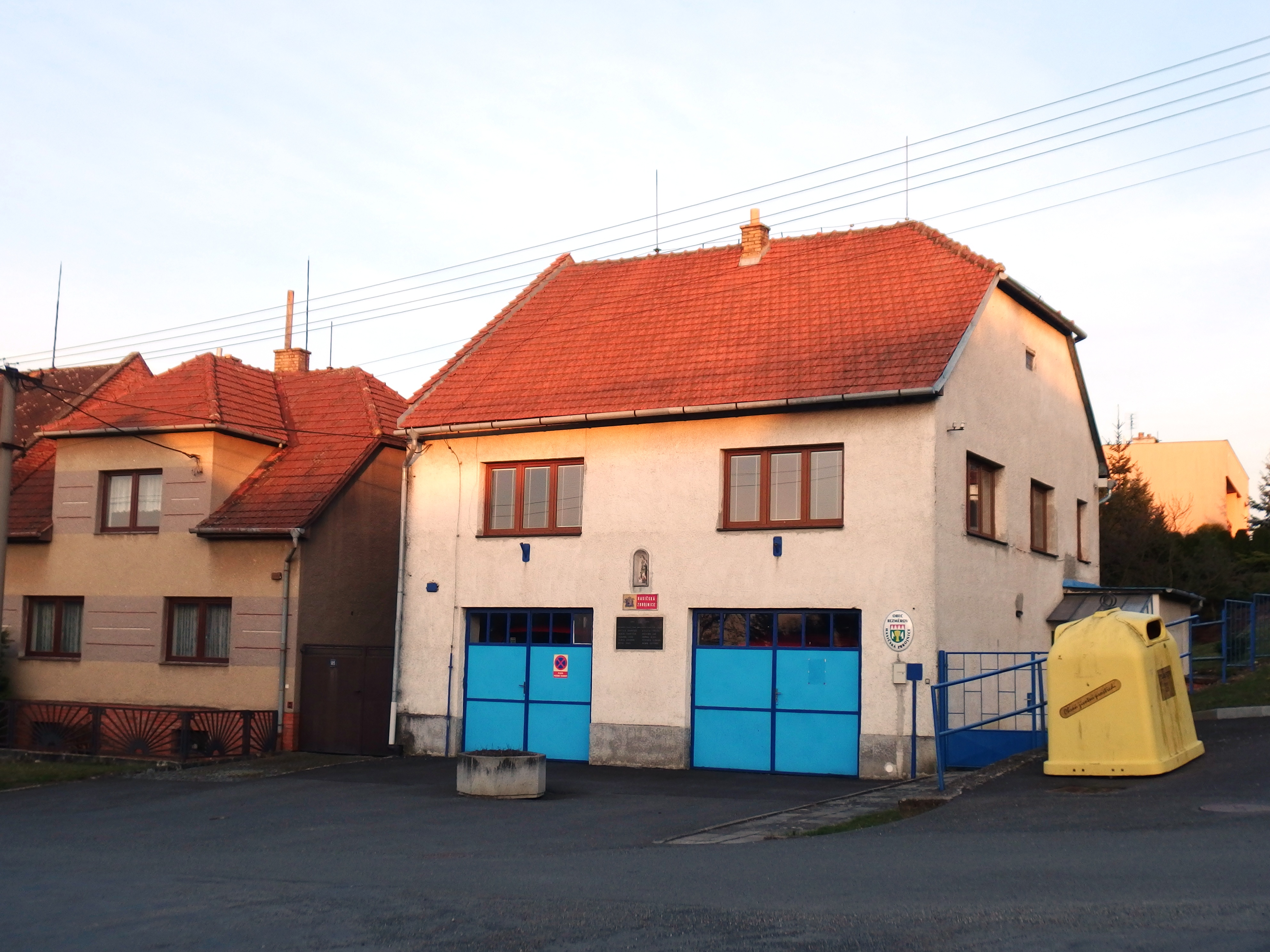
Hasičská zbrojnice
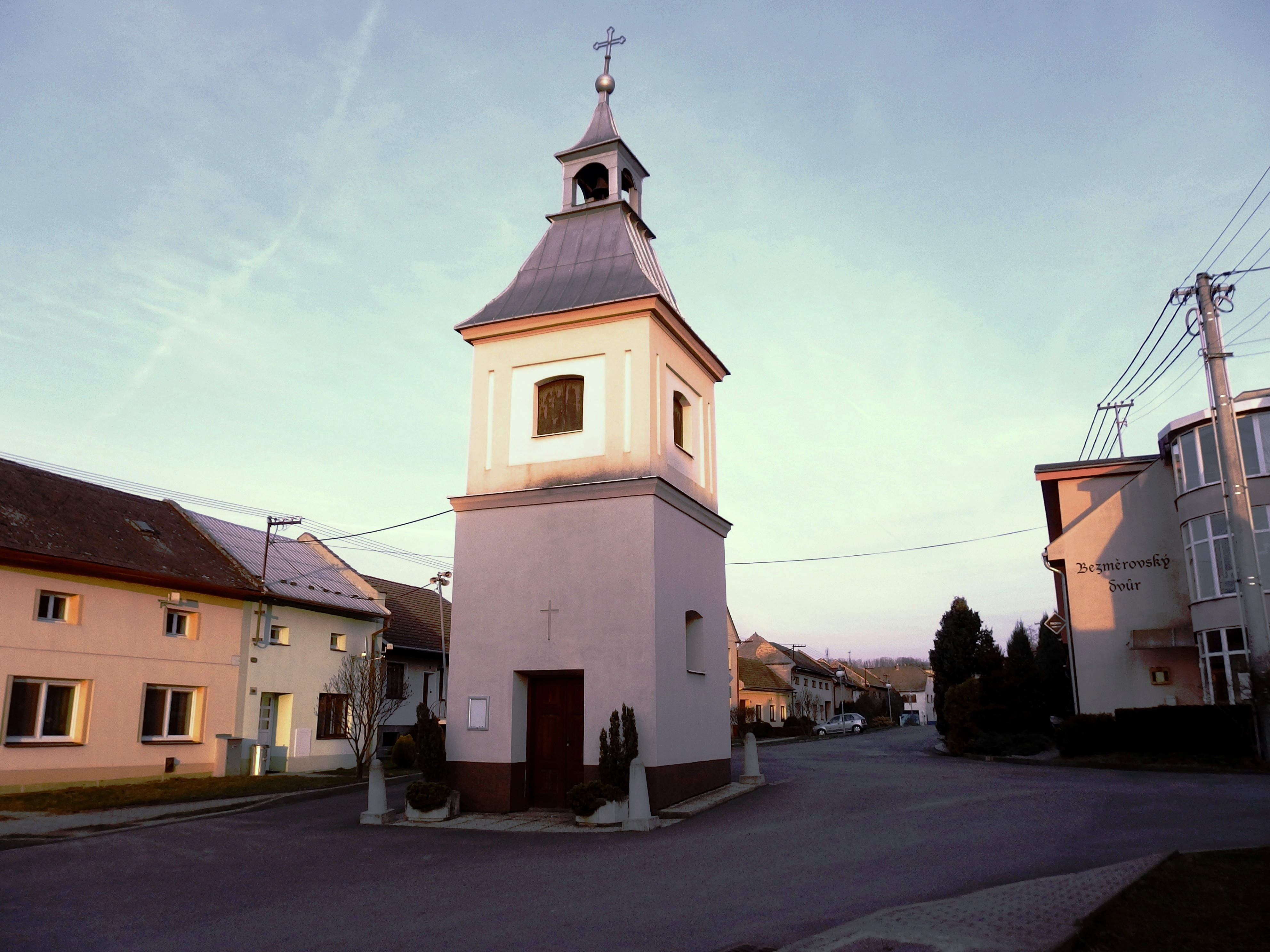
Zvonice
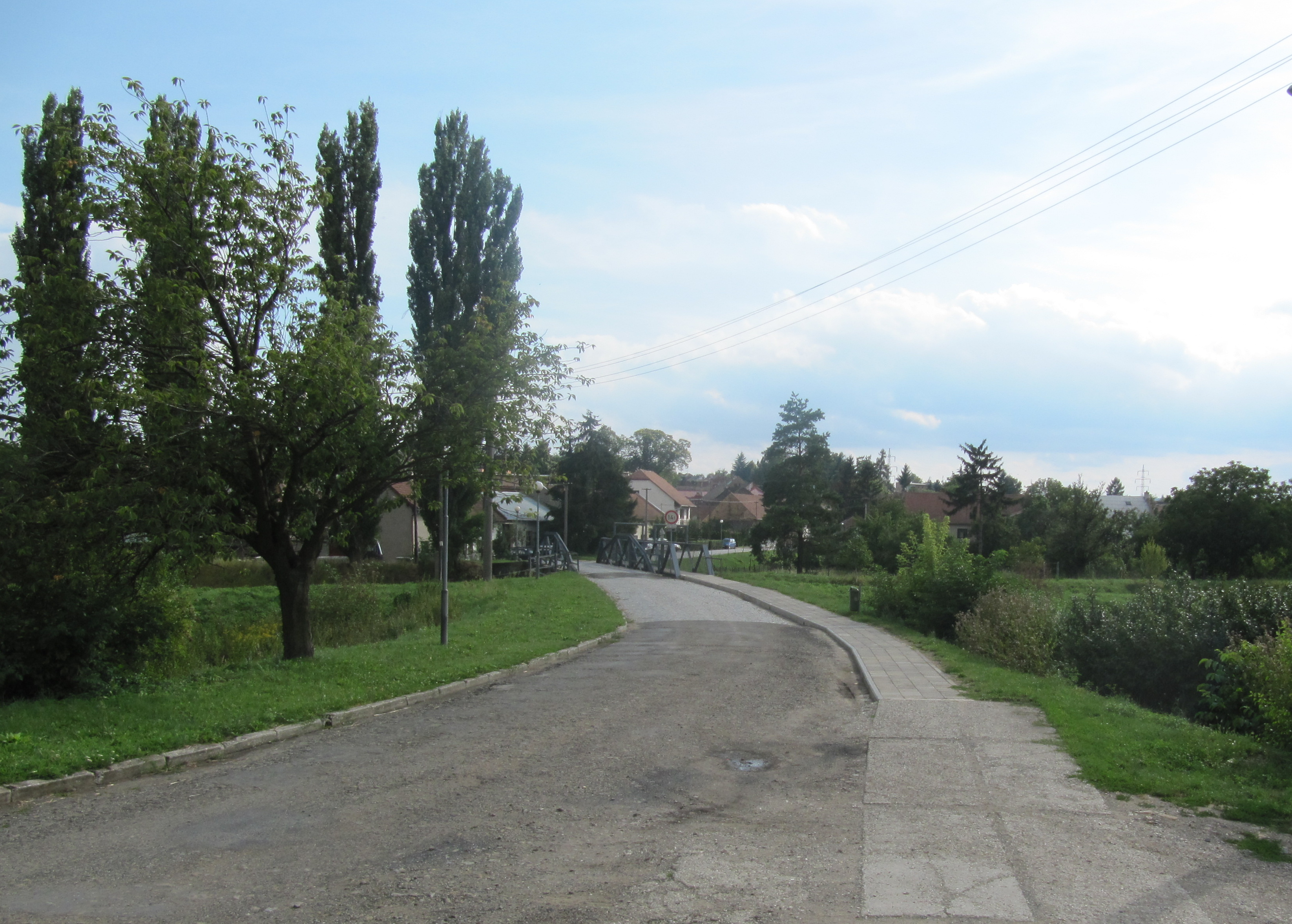
Cesta od železniční zastávky a most přes řeku Hanou